# 阿什頓·霍爾莫斯

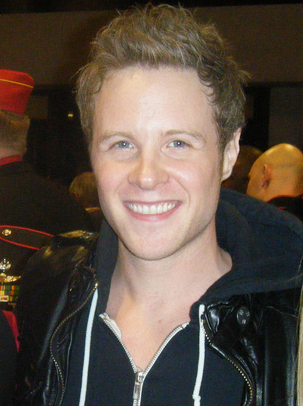
阿什頓·霍爾莫斯在2010年拍摄的图片

阿什頓·霍爾莫斯（英語：Ashton Holmes；1978年2月17日—）是一位美國演員。他最著名的作品是2005年電影暴力效應和HBO影集太平洋。他出生在紐約州奧爾巴尼。

## 外部連結
- 阿什頓·霍爾莫斯在互联网电影资料库（IMDb）上的資料（英文）
- 阿什頓·霍爾莫斯的X（前Twitter）